# Fremri-Slakkahæðir
Fremri-Slakkahæðir är en bergskedja i republiken Island. Den ligger i regionen Norðurland eystra, 250 km nordost om huvudstaden Reykjavík.